# Can Jaumetó
Can Jaumetó és una masia de Vilassar de Dalt (Maresme).

## Descripció
Casa entre mitgeres situada en una entrada perpendicular al carrer Manuel Moreno, formant un carreró sense sortida amb l'enllosat de pedra. És de planta rectangular que consta de planta baixa i dos pisos. La coberta és de teules àrabs a dues aigües i el carener paral·lel a la façana principal, orientada a migdia.
Destaca el portal d'entrada de punt rodó amb les dovelles de pedra treballada, igual que la resta d'obertures del primer i segon pis.

## Història
Actualment, març de 2025, queda en peu bona part de la façana, la resta ha estat enderrocat.